# 邪教
邪教是一种高度爭議且具主觀性的概念，被一些人用以指稱于心理学层面操纵或施压其成员的、有危害性的组织或个人，亦可以指代其信仰；在法学上没有定义邪教的地区（如法国），这类组织或个人可能会被认为是为一种“反常”的宗教。
对于邪教這一概念的准确描述存在不同观点，有观点认为应当使用“不受欢迎或具有潜在危害”来描述传统上邪教的概念，而非使用“邪教（cult）”这一词汇——因為不論精神控制、反社會危害性、信仰內容、領袖魅力等等，都不能有效區分邪教與非邪教；而堅持使用“邪教”概念的人，則提倡給邪教下定義：利用宗教及其他文化形成反社会的学说，并以此作为对他人精神控制的手段，实施危害社会行为的极端团体。根據自身所持的價值觀，不同人士和團體會對邪教有不同認定，世俗權力也會將一些信仰貶斥為邪教，政治因素是決定一個信仰是否是邪教的重要因素，反邪教活動也常牽涉人權爭議及宗教迫害。

## 词源
中文「邪教」一词中的“邪”来源于佛教概念附佛外道的定义 ，其中的「邪」是用来称呼与所谓的正统佛教教义抵触的教派。唐玄宗以佛教徒立場，议论摩尼教时也用「邪见」称呼摩尼教教义。宋朝时，已有「邪教」的称谓。与「邪教」相当的称谓还有源自早期道教的「左道」、「旁門」等。
《新興宗教研究中心期刊》主任認為，「邪教」一詞語自明朝末期以來使用，其本意為「非正統教義（heterodox teachings）」。
英文中，被认为最贴切于中文「邪教」的词汇是「cult」。英文中「cult」一词於某些情況下含有貶義，但其負面色彩远没有中文「邪教」一词强烈，並且可以於其他不涉及宗教或非負面的情況下使用，例如個人崇拜 （Cult of Personality）或邪典電影（Cult Film）——此处用的是其原有的、中性的宗教崇拜意义。某些新兴宗教的支持者认为邪教一词的英文翻译用 「evil cult」更为妥当。
将「邪教」(cult) 的概念引入到社会学分类的是美国社会学家霍华德·贝克尔。贝克尔的邪教源于主流宗教文化以外的观点，加剧了邪教组织与主流宗教之间的矛盾。 邪教与“异见教派”（英語：sect）不同；异见教派是宗教分歧的产物，在信仰和行为上保持着与传统主流宗教的连续。
一些人可能以反社會行為作為邪教的劃分標準，伊朗人民圣战者组织前成員、學者Masoud Banisadr 2005年表示，「如果你問我恐怖組織都是某種邪教組織，我的答案是肯定的。即使他們是作為一個普通的現代政黨或組織。”

## 对邪教一词的批评
由於「洗腦」並非如想像的一般「強力」且「不可抗拒」，且加入被定性為「邪教」的信仰團體的人也有一定的自主意識之故，因此區分邪教和正當宗教也比很多人想得困難，邪教與正當宗教之間的區別也比人們想得模糊；此外，有理由認為應該避免使用邪教這詞彙稱呼任何信仰團體、也有理由認為邪教是一種偏見性的稱呼，而這是因為在事實上，正當宗教的危害性不亞於被定性為邪教的信仰團體、正當宗教的信仰內容的合理性也未必高於被定性為邪教的信仰團體之故；甚至很多正當宗教也有一個具有魅力的創始人；而邪教和正當宗教的區別，往往就是存在時間，或政府的定義；而受歡迎程度則是使得一個信仰團體被視為邪教的重要原因。
有鑑於邪教難以定義的事實及其他的一些爭議，学术界已開始摒弃使用这个主观概念，取而代之的是不含贬义色彩的中性的「新興宗教」概念，一些學者更認為「邪教」一詞是對於具有不同教條和儀式的團體的人身攻擊。宗教學者羅德尼·斯塔克（Rodney Stark）和威廉·西姆斯·本布里奇（William Sims Bainbridge）在1996年出版的《宗教的未來》（The Future of Religion）中下評論說「在開始時，所有的宗教都是由隱蔽、微小且偏離主流的『邪教』起家的。」；此外，一些反邪教的個人和團體本身也有爭議，而反邪教人士所用的取消編程等手段，和他們眼中的邪教的手段相當類似，甚至傷害還大於這些人眼中的邪教，取消編程等部分具體的反邪教的手段更會構成人權侵犯，甚至導致宗教迫害。

## 社會學研究
雖然现在大多數學者不再将任何新的宗教運動称呼為邪教，一些社會學家仍然贊成保留這個称呼。其他一些學者和非學術界的研究者在使用這個詞时将批判的重點放在邪教團體和参与者之间的關係上。这些批评的前提是邪教團體以某種形式的強制勸說或精神控制來招募會員，压抑他们的理性思维能力，並使他们丧失为自己作出最佳利益选择的能力。现在大多數社會科學家認為在研究宗教運動中精神控制的理論并沒有获得科學印证。
对邪教的研究主要集中在以下几个方面，但這些研究的結果，就和邪教本身是否存在一樣有爭議：

### 精神控制
精神控制的研究認為，強制勸說常常通过若干關鍵步骤完成：
- 参入者的身體或情緒被处于一种不安的状况；
- 他們的所有問題被歸結為一個簡單的解釋，并且这个解釋被反复強調；
- 他們常常得到一個有魅力的領導人或群体的無條件的愛和接納；
- 他們在组织内得到了一個新的身份；
- 他們被与朋友、親戚和主流文化隔離开，接触外部资讯受到嚴格控制。[25]

并不是所有的研究者都认可「洗腦」（brainwash）这种说法，尤其是在2000年前的一些研究中。在另一些过时的研究，如美国宗教科学研究协会在1990年指出的，没有足够的研究就此事達成共識，而且「不應該自動将人身強制和控制的技术等同于非物质性的強制和控制的技术」。
而在一些较新的研究中，洗腦（brainwash）的说法开始减少，逐渐开始使用诸如“服从于（邪教）权威”、“记忆操纵”、“持久且强制的奴役”等较为具体的说法。包括美国在内的一些地区，在审查了一系列重大案件后，「洗腦」一词被认为不应当应用于法院判决过程中。

### 潛在危害
根据拉特格斯大學社會學教授 Benjamin Zablocki 的观点，被定性為邪教的团体存在虐待會員的高風險。部分原因是成員对富有魅力的领袖的阿諛奉承造成了領袖泛用权力。Zablocki 教授对邪教的定义是由要求绝对效忠的崇拜關係构成的一种具意識形態的组织。其他一些研究指出，对被认为是邪教组织最常见的指控是性虐待和建議他們的成員不要使用常规的醫療服務。
然而一些研究指出，一些旨在讓人脫離邪教的反邪教團體，其所以讓人脫離邪教的手段，如取消編程等，對個人所造成的危害甚至大於他們眼中的邪教所造成的危害。

### 加入组织
邁克爾·朗格尼給出了三個转变信仰参加邪教的不同的模式。根據朗格尼的審議模式 (deliberative model)，人們說，加入邪教組織主要是因為他們怎樣看待一個特殊的群體。朗格尼指出，這種觀點是在社會學家和宗教學者中间最受到支持。根據「心理動力學模型」(psychodynamic model)，個人選擇參加是为了潛意識的心理需求。这种观点在心理健康專業人員中间比较流行。最後，人們加入不仅仅是因為自己的心理需求，同时也受到邪教的心理操縱的影响。朗格尼聲稱，這些拥有丰富的与邪教信徒直接接触经验的心理健康專家们傾向於贊成最後一種看法。
一些學者青睞于某一個或几种混合的观点。也有学者指出，参加邪教是为了寻求社区团体和精神探索。有人甚至质疑「转变信仰」的概念是否正确，有人可能只是希望从属于某个社团。

### 退出组织
一些人認為，「邪教」會用各種手段脅迫其成員不得退出；不過布羅姆利和哈登社會學家指出，邪教成員退出后必须承担后果的说法缺乏实验证据支持，但却有大量实验證據反對这个说法。这些实验證據包括絕大部分的退出离开发生在他们参加的兩年之内，也包括絕大部分的退出是他们自己的意願，其中三分之二（67％）認為「這種體驗使他们更开智」。
研究显示，退出「邪教」后的創傷并没有固定的形式，甚至很多人並未因此受到創傷。雖然出现心理和社會問題在脱离后並不少見，这些問題的特点和強度大大依賴於個人的特點和作为「邪教」成員时的经历、为什么要退出以及退出的方式；然而更常見的是退出後沒有出現創傷，像「瑞典政府新興宗教運动（调查）委員會」1998年的報告指出，絕大多數新興宗教成員从中獲得正面的經驗，他们的退出也没有经历创伤。雖然該報告描述了极少數退出的人需要帮助（每50,000人中有100人需要帮助），該報告沒有建議任何额外政府資源以帮助他們的康復，因為這些案件是非常罕見的。

## 定义和特徵
在仍然贊成保留邪教這個詞的研究者中，史蒂夫·哈桑 (Steve Hassan) 的精神控制研究对邪教的定义和特徵研究比较具代表性。  在2000年出版的《释放束缚：使人们能够为自己着想》（Releasing the Bonds: Empowering People to Think for Themselves）一书中，他分别从行为、资讯、思维和情绪四个方面对邪教作出描绘：
- 行为控制
  - 强硬的清規且有责罚制度
  - 居住环境，家人、情人、同居者、甚至往来者受到规范
  - 衣着打扮等受到规范
  - 食物受到规范
  - 睡眠受到规范
  - 无自由休闲的空间
  - 教义的授课及组织活动（如念經、禮拜、冥想等）占去生活中最大部份的时间
  - 主要决定不能自作，必先取得批准
  - 须汇报思想，将自己感受与行动报告给上层幹部
  - 集体思维高于个人

- 资讯控制
  - 使用谎言，包括控制消息，歪曲资讯
  - 减低教外信息的散布或不鼓励接触这些，包括对教批评的说话，和使成员过度忙碌以至无暇接触外界
  - 形成成教内和教外对垒的局面，由教主决定谁可知甚么
  - 鼓励教徒互相举报，成立相互监督制度
  - 大量并广泛使用教义和由教派传播的信息，并大肆宣传

- 思维控制
  - 须全然依赖並服从教主或講師
  - 将教义定为真理，宣扬非黑即白的二元思维论
  - 不能批评教主或教义
  - 使用特殊语言代替常规的思想表达
  - 压制思考，只容许“好”及“正确”的想法，否定批判、理性想法以及建设性的批评
  - 長期冥想，咏唱咒语和祷告
  - 不准容纳别的信仰

- 情绪控制
  - 使人的感受受到控制
  - 相信所有问题都是自己的错，而教主或幹部是不会错的
  - 过度夸大罪恶感
  - 过度夸大恐惧，包括怕自由意志，怕外界，怕敌人，怕失去救赎，怕离开教派，怕遭否定
  - 使用过大的情绪波动来控制人
  - 強迫人公开悔罪
  - 出现非理性的恐惧，比如害怕领导人，害怕离开，不会反驳领导，如离开即对前途无信心
  - 教外没有快乐可言，故不能离去
  - 对離開教派者杯葛
  - 離開教派即属堕落
  - 離開教派即有災祸

根据上海《文汇报》援引法国研究人员的成果，相对于正常宗教而言，邪教拥有如下十个特征：
1. 对其信徒实行精神控制，信徒必须遵循“精神领袖”的旨意而行动。
2. 通过信徒大肆敛财。
3. 脱离正常社会生活。
4. 侵犯个人身体。
5. 吸收儿童入会。
6. 具有反社会性质，即社会是如此“丑恶”，只有加入“教会”才能净化灵魂。
7. 扰乱社会正常秩序。
8. 不断引起司法纠纷。
9. 经常性地转移资金。
10. 试图渗入公共权力机构，以求扩大影响。

也有一些說法認為，可以用教派是否反人类，反社会，反科学来简单地判断是否此教为邪教；

### 中国政府对邪教的定义
邪教是指冒用宗教、气功或者以其他名义建立，神化、鼓吹首要分子，利用制造、散布迷信邪说等手段蛊惑、蒙骗他人，发展、控制成员，危害社会的非法组织。
邪教大多以传播宗教教义、拯救人类为幌子，散布谣言，且通常有一个自称开悟的具有超自然力量的教主，以秘密结社的组织形式控制群众，一般以不择手段地敛取钱财为主要目的。

## 政治因素的影响
在政治上，宗教可能可以成为有力的辅助，也可能成为影响安定的主要因素。全球各政府对新興宗教组织的态度各异，但有些政府认为应该将“邪教”组织与“合法”的宗教组织区别对待。 比如，法国和比利时接受邪教组织“洗脑”的观点，但欧洲其他国家像瑞典和意大利则小心对待“洗脑”理论，而对新興宗教组织采用更中性的态度。 政治因素經常決定一個宗教是否是邪教，而政治立場对邪教定义的影响最显著的例子就是基督教的地位在罗马帝国时期的戏剧性变化。
不是所有的國家都承認「邪教」，像例如在美國，由於美國憲法第一修正案之故，因此政府極少干涉宗教自由，而多數被視為非法的宗教團體都涉及對他人的犯罪活動；而在美國憲法第一修正案的保護下，諸如「洗腦」（「洗腦」本身被認為是一個具有強烈主觀性的用語）、強力說服信徒捐獻、非常規醫療措施等各種看似「邪門」的作為，在事實上都是受保障的。

### 羅馬帝國與基督教
在基督教创立初期，由于早期信徒的积极活动，教徒数目快速增长。罗马帝国當局对这个新兴的宗教团体从忽视渐渐转变为重视。有鑑於維護統治階層的利益的考量，羅馬帝國皇帝尼祿當採用各種手段迫害基督徒，將基督教定為邪教，並將其成員送入鬥獸場任野獸殺害。基督教受迫害三百年，直到4世纪罗马元首君士坦丁大帝在位期间基督教的地位才发生了翻天覆地的变化。由于这位皇帝宣佈歸信基督教，因此基督教也從所謂的「邪教」被合法化爲罗马帝国的国教。基督教取得统治地位后，又以其他宗教为异端邪教，東罗马帝国皇帝狄奥多西二世曾经在435年颁布命令，禁止犹太人以外的异教徒儀式，將异教徒神廟改成基督教堂，反抗者处以死刑。

### 美國與人民圣殿教等

#### 人民聖殿教
人民聖殿教，全稱是“人民聖殿基督徒（使徒）教會”，由美國基督教牧師吉姆·瓊斯于1955年在印第安納州創立。1978年11月，在教主瓊斯的帶領下，900多名信徒一起在南美洲的蓋亞那熱帶叢林集體自殺，該教從此被世人視為邪教之尤。
瓊斯1977年接受《紐約時報》訪問時說「最崇拜的偶像是毛泽东。他还在传教过程中，讲他是列宁的转世。他实际上是一个狂热的社会主义者。」據《洛杉磯時報》報導，記者問：「瓊斯的想法中，馬克思主義和基督教哪個優先？」時，自殺慘案的倖存者之一斯里福（Silver）說：「瓊斯主要是一個社會主義者，接著，還是一個無神論者。」
因此琼斯曾设立了一个“人民论坛”，宣称对古巴欣喜若狂，常常流露向往苏联和古巴。1977年，琼斯带领近千名成员移至南美圭亚那，实现社会主义理想，在圭亚那丛林建起社会主义农业公社（agriculture commune），取名琼斯镇。琼斯镇施行共产主义暴政，公社成员的护照和财产被没收，几十警卫白天晚在周围巡逻，禁止人们与外界联系。琼斯采用毛主义常用的高音喇叭洗脑术，说来自美国的法西斯主义和各敌对势力正热衷破坏其社会主义试验。
他的信徒每天就像在劳改营一样，工作下来，还要斗私批修，批评和自我批评，就是从毛澤東與中国共产党那裏学来的。《洛杉矶时报》提到，“圣殿教采用批评和自我批评，一种被毛泽东提倡的技术来加强纪律”。公社成员一天工作12小时，完了后要进行“自我批评”，谁没有完成任务，或对公社的成功表示出了怀疑，就受惩罚，或被剃头被戴黄帽子，殴打、虐待和处死时有发生。这些行为类同于文革中剃阴阳头、戴高帽子游街。为了考验公社成员的忠诚，琼斯多次组织 “集体自杀演习”。《华盛顿邮报》报道，琼斯让人们喝了（假）毒药以后，让他们一个一个的站起来，回答“为什么为社会主义而死是自豪而荣幸的”。
琼斯枪杀前来调查的国会议员里奧·瑞恩后，召集全体公社社员“集体自杀”，提到，死亡前的人们，口中喃喃自语，“让我们为革命而死。用我们的死，曝光这个种族主义和法西斯的社会。在这种伟大的革命自杀中而死，是多么美好啊！”。

### 中华人民共和国政府与其它組織或宗教
路透社報導說，無神論的中國共產黨不允許其他意識形態挑戰其統治，所有宗教活動必須經過它的批准。《紐約時報》2014年文章稱，中國共產黨「反邪教」的目的在于加強政府控制，并认为1949年中华人民共和国成立之後，中華傳統信仰備受打壓，文化大革命中，寺廟教堂被拆除、焚毀等，僧侶與神父被強迫還俗、婚嫁，削弱了儒家和佛教等傳統信仰體系；而隨着中國大陸的改革開放，中國大陸民眾重新燃起對信仰的渴望，但在現階段，大量民眾依舊缺乏宗教常識。
外媒報導，共產黨於2018年6月左右，在全中國校園掀起抵制宗教信仰的運動加強思想政治教育，「用強行灌輸、威脅恐嚇、誘騙舉報等手段對學校的孩子進行洗腦，以達到徹底剷除宗教的最終目的。」不讓學生相信任何宗教，只讓相信共產黨無神論，當局人員把天主教、新教稱做「邪教」，要求學生舉報有宗教信仰的父母同學，有宗教信仰的學生，也將被學校上報上級部門。

#### 基督教中國家庭教會
中國共產黨查封基督教中国家庭教会，並稱一些家庭教會為邪教，例如華南教會等等。例如伊春當局稱，不參與（共產黨控制、政治色彩浓厚的）三自愛國教會的，就是邪教。
黎广强及另外两名中国人因為運送《圣经恢复本》提供给福建省地下教会被抓，被以“利用邪教破坏法律实施”的罪名提起公诉，后被以「非法经营罪」分别判处两年及三年有期徒刑。
對華援助協會《中國大陸境內基督教會和基督徒遭受政府逼迫的 2015年度報告》報告稱，中共把家庭教會當成對政權有威脅的「邪教」來看待，中共的最終目的就是全面取消非三自教會。外媒報導，中共人員例如浙江某中學亦稱，中共已將「天主教、新教定為『邪教』，絕對不能信，要信只能信共產黨。」
2015年，中國各地出現各地政府下發的宣傳畫，直接將基督教家庭教會指為「冒用宗教名義的邪教組織」。中國反邪教協會發佈的20種邪教名單中，與基督教有聯繫的就有15種之多。郭寶勝表憂心示，「只要不去(中共官方控制的)三自教會，就有可能被『邪教』化，就有可能以刑法300條來對待。」

#### 中國共產黨
法國《費加洛報》報導，歷史學家章立凡表示，「共產黨政權也是個教派」，中共把藏傳佛教、基督教和伊斯蘭教視為意識形態上的敵手，宗教控制的強化其實展露出中共對失去社會掌控的恐懼。有觀點認為，中國共產黨是自己所定義的邪教。《紐約時報》2014年刊登慕容雪村文章〈中國反邪教意在加強政府控制〉稱，自共產中國1949年建政後，所謂「共產主義信仰」被推崇為「宗教」，儒家和佛教等傳統信仰體系被削弱；2014年6月1日，中共官媒中央電視台公布「邪教組織的六個特徵」，包括個人崇拜、無視道德以及限制人身和精神自由等等。慕容雪村指出，這六大特徵，都能在共產中國找到現實證據，「這段話在網上被大量轉發，許多人都有意地將它指向共產黨自身，含蓄地發表評論道：感謝政府感謝黨，我終於知道哪個才是最大的邪教了。」蘋果日報與自由時報報導稱，不少網民揶揄這六大特徵說的是中國共產黨，「我們就是在邪教管治下！」
中共黨史專家司馬璐指出，共產黨組織從延安時期就是「類似巫教的邪教」統治，例如「把領袖宣傳得是神的化身」、「一切罪惡都可以打著黨和領袖的旗幟，對黨員和人民操生殺大權」、「不准許黨員和人民有獨立思想，只許黨員做工具，做機器人」，「必須要黨員和人民相信：你們是有原罪的，例如小資產階級思想……」，對黨員與人民施行精神奴役。

#### 全能神
全能神是由“呼喊派”骨干赵维山于1989年创立的，是基督教新教地方召会运动变种组织，该教派虽对外宣传其创始人与“女基督”是河南的一名郑姓女子，但其只是傀儡。“全能神”于东京、纽约、旧金山、多伦多、新加坡、韩国、印尼、马来西亚等国家或地区建立分部。
2014年，发生的5·28山东省招远市“麦当劳”快餐店命案再次引发了公众对“全能神”这一邪教组织的强烈关注。10月11日，山东省烟台市中级人民法院对张帆等五名被告人故意杀人、利用邪教组织破坏法律实施一案作出一审判决，被告人张帆犯故意杀人罪，判处死刑，被告人张立冬犯故意杀人罪，判处死刑，被告人吕迎春犯故意杀人罪，判处无期徒刑，被告人张航犯故意杀人罪，判处有期徒刑十年。被告人张巧联犯故意杀人罪，判处有期徒刑七年。

#### 法輪功
法轮功是一種氣功修煉團體，規模極盛時传播于陸台两岸以及美、欧、澳洲等超過70個國家:126，依據中國政府在1999年以前的估計，大約7000萬人到上億人修煉，主管機關是中國政府國家體育委員會（而非宗教局）。1996年後時任中共黨總書記江澤民當局改變胡耀邦政府對氣功的三不政策，黨媒開始批評法輪功。1999年因修炼法輪功的人數太多，江澤民發起了一場鎮壓法輪功的運動。美國國會众议院2010年要求停止鎮壓的605號決議文指「中共當局在過去十年，在世界範圍內以大量資源長期虚假宣传」 ，中華民國國會2004年決議指出，法輪功在數十國上億人修煉「促使社會道德提升，並使廣大的修煉民眾身心健康」，並指中共「發動全國宣傳機器，全面抹黑、污衊李洪志先生，故外界亦一再質疑，大陸當局一手炮製天安門自焚案等事件，意圖挑起一般人民對法輪功的仇恨。」
BBC及一些觀察家指出，中共高層對法輪功的態度存在分歧。在江澤民1999年鎮壓法轮功前一年，刚退休的前全国人大常委会委员长乔石发起并亲自率团獨立調查法轮功数月，做出「法轮功于国于民，有百利而无一害」的結論報告提交中央政治局。
加拿大前亞太司長大衛·喬高引用蒙特婁大學教授大衛·歐比對法輪功的詳細研究結論指「法輪功不是邪教」；因報導法輪功獲得普立茲獎的《華爾街日報》前北京分社社長伊恩·約翰遜認為中共是以西方反邪教運動的合法性來掩蓋當局的鎮壓，因為法輪功不符合對邪教的共同定義，並指中共方面說法不被支持、從不允許法輪功受害者單獨受訪。《南華早報》報導引述法國內政部反邪教小組表示「法輪功從未触犯法律，僅僅是一個遵守法國法律的自由的協會。我們不能濫用邪教這個詞，并把它用于任何一個宗教運動，無論是老的還是新的。根据法國法律，法輪功不該被稱作邪教。」
路透社報導，聯合國人權專員在2010年在聯合國大會上報告關切中國信仰自由問題，他指出法輪功等社會弱勢信仰團體經常被指责為「邪教」，因此常受社會歧視、甚至升級為針對「顛覆陰謀」的打擊。
自由之家資深專家庫克2012年出席美國國會聽證會發表證詞說，「修煉法輪功的中國公民，目前依然生活在不斷遭受綁架和酷刑的威脅當中。法輪功及其創始人李洪志先生，以及各種同音字，一直是中國互聯網上被新聞檢查最嚴厲的字詞，而由任何(中共)國營媒體或由其外交官所提及的都是妖魔化標籤了的措辭。」
國際特赦組織報告指出，北京當局於1999年7月後對法輪功修炼者的鎮壓，進行多方面的宣傳戰，並施加包括劳改、意識型態改造（亦有稱"洗腦"）、再教育及法律範疇外的威脅措施（拘留、强制劳动及刑求等），有時導致學員死亡。

依1999年11月發布的最高人民法院关于贯彻全国人大常委会《关于取缔邪教组织、防范和惩治邪教活动的决定》和“两院”司法解释的通知，除提及法轮功是邪教，並特別強調須依法審理。另需要依法打擊及懲處法轮功及相關的邪教組織。
在中共公安部2000年發布的公文：《中華人民共和國公安部關於認定和取締邪教組織若干問題的通知》（公通字[2000]39號）中，裡頭對於「现已认定的邪教组织情况」，列出中央办公厅、国务院办公厅文件明确的邪教组织有7种；公安部认定和明确的邪教组织有7种，其中並未提到法輪功。公安部2005年（公通字[2005]39号）認定14種，也沒有法輪功。公安部2014年6月公佈名單有14種，但法輪功仍不在其內。，而最高人民法院、最高人民检察院的司法解釋中，並無針對任一特定邪教的定義作出解釋，僅對處理邪教組織的方式予以解釋。
纽约时报曾经报道，中国的法轮功信徒控诉政府操控宣传、监禁和拷问，而在美国纽约法拉盛，华裔移民与法轮功信徒展开意识形态战争，两派在此划定地盘，进行持久激烈的对抗。

## 中国对邪教的打击
中国政府强调，公民在享有宗教信仰自由权利的同时，必须承担法律所规定的义务。任何人、任何团体，包括任何宗教，都应当维护人民利益，维护法律尊严，维护民族团结，维护国家统一。这与联合国人权文书和公约的有关内容是一致的。
在这个原则下，中国设立组织、利用会道门、邪教组织、利用迷信破坏法律实施罪，依法对邪教组织进行打击，惩处邪教犯罪分子。
例如在2014年招远围殴女子致死案中，六名嫌犯（均为“全能神”邪教成员）被依法以故意杀人罪、利用邪教组织破坏法律实施罪惩处。

## 相关运动
- 取締反動會道門
- 610辦公室
- 对法轮功的镇压

### 引用
1. ↑  . The University of Texas Permian Basin. The University of Texas Permian Basin.   [2025-01-12]. （原始内容存档于2025-01-14）.
2. ↑  Rousselet, M.; Duretete, O.; Hardouin, J. B.; Grall-Bronnec, M. . Psychiatry Research. 2017-11-01, 257  [2024-03-15]. ISSN 0165-1781. doi:10.1016/j.psychres.2017.07.018. （原始内容存档于2024-03-15）.
3. 1 2  Zoë Heller. . The New Yorker. 2021-07-05  [2022-08-28]. （原始内容存档于2022-11-09）.
4. 1 2  Guy P. Harrison. . Psychology Today.   [2022-08-28].
5. ↑  张纯琍,邪教·宗教·政治  （页面存档备份，存于）
6. 1 2  Tina Rodia. . Penn Today (University of Pennsylvania). 2019-08-29  [2022-08-28]. （原始内容存档于2022-10-14）.
7. ↑  《摩訶止觀》卷十上：“邪人不同又為三：一、佛法外外道，二、附佛法外道，三、學佛法成外道。”
8. ↑   《楞严经》：“彼等群邪，亦有徒众，各各自谓，成无上道。我灭度后，末法之中，多此妖邪，炽盛世间，潜匿奸欺，称善知识，各自谓己，得上人法，玄惑无识，恐令失心，所过之处，其家耗散。”
9. ↑  ［唐］杜佑，《通典》卷40：“末摩尼本是邪见，妄称佛教”
10. ↑  ［宋］李心传，《建炎以来系年要录》卷76,：“食菜事魔，即今人所谓邪教也”
11. ↑  Marco Respinti. . 義大利BitterWinter.   [2019-02-09]. （原始内容存档于2019-02-09）.
12. ↑  Irons, Edward. . Nova Religio. 2003, 6 (2): 244–62. ISSN 1092-6690. doi:10.1525/nr.2003.6.2.244.
13. ↑  Richardson[錨點失效], 1993 p. 349
14. ↑  Stark and Bainbridge[錨點失效], 1987 p. 124
15. ↑  Banisadr, Masoud. . Combating Terrorism and Protecting Democracy: The Role of Civil Society (Centro de Investigación para la Paz). 19–20 May 2005  [21 November 2007]. （原始内容存档于2018-11-05）.
16. ↑  Richardson[錨點失效], 1993
17. ↑  Lewis[錨點失效], 2004
18. ↑  Dawson, Lorne L. . Wiley-Blackwell. 2003. ISBN 1405101814.
19. ↑  Bromley, David Melton, and J. Gordon. 2002. Cults, Religion, and Violence. West Nyack, NY: Cambridge University Press.
20. ↑  Gallagher, Eugene V. 2004. The New Religious Movement Experience in America. Greenwood Press, ISBN 0-313-32807-2. p. xv.
21. 1 2 3  Elizabeth Aileen Young. . Zeitschrift für junge Religionswissenschaft. 2012-07, 7: 5–19. doi:10.4000/zjr.387.
22. ↑  Dick Anthony and Thomas Robbins. . Centre for Studies on New Religions. 2004: 1–40  [2021-04-03]. （原始内容存档于2021-04-23）.
23. ↑  Galanter, 1989; Mithers, 1994; Ofshe & Watters, 1994; Singer, Temerlin, & Langone, 1990; Zimbardo & leipper, 1991
24. ↑  .   [2011-01-01]. （原始内容存档于2014-10-01）.
25. ↑  Psychology 101, Carole Wade et al., 2005
26. ↑  Gene G. James, Brainwashing: The Myth and the Actuality  Fordham University Quarterly, Volume LXI, June 1986
27. ↑  Novit Evas, Bette Interpreting the Free Exercise of Religion: The Constitution and American Pluralism, () pp. 91–3, UNC Press, ISBN 978-0-8078-4674-2
28. ↑  Singer, Margaret; Lalich, Janja. . September 1996. ISBN 0-7879-0266-7. OCLC 35979557. ... only 5 to 6 percent of cult members demonstrate major psychological problems prior to joining ...
29. ↑  Society for the Scientific Study of Religion, council meeting on 7 November 1990 (Online) （页面存档备份，存于）
30. ↑  Parsons, Ailsa; Turner, Richard; Ingleton, Hailee; Dubrow-Marshall, Linda; Kefalogianni, Maria; Omylinska-Thurston, Joanna; Karkou, Vicky; Thurston, Scott. . The Arts in Psychotherapy. 2021-02-01, 72. ISSN 0197-4556. doi:10.1016/j.aip.2020.101743.
31. ↑  Richardson, James T.; Adeliyan Tous, Sajjad. . Friedman, Howard S.  (编). . Oxford: Academic Press. 2023-01-01: 290–297  [2024-03-16]. ISBN 978-0-323-91498-7. doi:10.1016/b978-0-323-91497-0.00019-9. （原始内容存档于2022-08-05）.
32. ↑  Dr. Zablocki, Benjamin .   [2005-03-29]. （原始内容存档于2005-03-08）. Paper presented to a conference, Cults: Theory and Treatment Issues, 31 May 1997 in Philadelphia, Pennsylvania.
33. ↑  Kranenborg, Reender Dr. (Dutch language) Sekten... gevaarlijk of niet?/Cults... dangerous or not? published in the magazine Religieuze bewegingen in Nederland/Religious movements in the Netherlands nr. 31 Sekten II by the Free university Amsterdam (1996) ISSN 0169-7374 ISBN 978-90-5383-426-8
34. ↑  Langone, Michael（英语：Michael Langone）, "Clinical Update on Cults", Psychiatric Times July 1996 Vol. XIII Issue 7 .   [2011-01-01]. （原始内容存档于2008-07-23）.
35. ↑  Galanter, Marc M.D.(Editor), (1989), Cults and new religious movements: a report of the committee on psychiatry and religion of the American Psychiatric Association, ISBN 978-0-89042-212-0
36. ↑  Bader, Chris & A. Demaris,  A test of the Stark-Bainbridge theory of affiliation with religious cults and sects.  Journal for the Scientific Study of Religion, 35, 285–303. (1996)
37. ↑  Hadden, J and Bromley, D eds. (1993), The Handbook of Cults and Sects in America. Greenwich, CT: JAI Press, Inc., pp. 75–97.
38. ↑  F. Derks and the professor of psychology of religion Jan van der Lans The post-cult syndrome: Fact or Fiction?, paper presented at conference of Psychologists of Religion, Catholic University Nijmegen, 1981, also appeared in Dutch language as Post-cult-syndroom; feit of fictie?, published in the magazine Religieuze bewegingen in Nederland/Religious movements in the Netherlands nr. 6 pages 58–75 published by the Free university Amsterdam (1983)
39. ↑  Report of the Swedish Government's Commission on New Religious Movements (1998), 1.6 The need for support  (Swedish)[],English translation （页面存档备份，存于） 
The great majority of members of the new religious movements derive positive experience from their membership. They have subscribed to an idea or doctrine which corresponds to their personal needs. Membership is of limited duration in most cases. After two years, the majority have left the movement. This withdrawal is usually quite undramatic, and the people withdrawing feel enriched by a predominantly positive experience. The Commission does not recommend that special resources be established for the rehabilitation of withdraws. The cases are too few in number and the problem picture too manifold for this: each individual can be expected to need help from several different care providers or facilitators.
40. ↑  Praise For Releasing The Bonds: Empowering People to Think for Themselves 的存檔，存档日期2010-12-30., Freedom of Mind Center
41. ↑  文汇报. . 人民网.   [2014-11-10]. （原始内容存档于2014-11-11）.
42. ↑  .   [2020-08-15]. （原始内容存档于2020-08-15）.
43. ↑  . www.spp.gov.cn.   [2025-08-19].
44. 1 2  . www.chinafxj.cn.   [2025-08-19].
45. ↑  Edelman, Bryan and Richardson, James T. . Nova Religio. 2003, 6 (2): 312–331. doi:10.1525/nr.2003.6.2.312.
46. ↑  Richardson and Introvigne[錨點失效], 2001 pp. 144–146
47. ↑  . HG.org Legal Resources.   [2021-07-24]. （原始内容存档于2021-07-24）.
48. ↑  Fergus Millar. . University of California Press. 10 June 2006: 121–123  [2014-05-06]. ISBN 978-0-520-94141-0. （原始内容存档于2014-07-07）.（英文）
49. ↑  Mos Maiorum Foundation （页面存档备份，存于）（英文）
50. 1 2  . 自由亞洲電台. 2008-11-25  [2017-01-11]. （原始内容存档于2017-01-13）.
51. ↑  《洛杉矶时报》1978.12.10
52. ↑  《洛杉矶时报》1978.11.26
53. 1 2  . 《The Fiscal Times》. Reuters路透社. 2015-09-23. （原始内容存档于2015-10-03）.
54. 1 2  慕容雪村. . 紐約時報. 2014-06-19  [2017-01-11]. （原始内容存档于2017-01-13）.
55. 1 2  . 寒冬BitterWinter. 2019-01-11  [2019-01-20]. （原始内容存档于2019-01-20）.
56. ↑  . 自由時報. 2019-01-13  [2019-01-20]. （原始内容存档于2019-01-13）.
57. ↑  . 美國之音. 2015-05-05  [2017-01-11]. （原始内容存档于2017-01-13）.
58. ↑  . BBC中文網. 2000-08-27  [2017-01-11]. （原始内容存档于2018-10-03）.
59. ↑  . 自由亞洲電台. 2002-02-05  [2017-01-11]. （原始内容存档于2017-01-13）.
60. ↑  . 自由亞洲電台. 2014-08-03  [2017-01-11]. （原始内容存档于2017-01-13）.
61. ↑  . 2002  [2017-10-22]. （原始内容存档于2017-10-23） （英国英语）.
62. ↑  . 對華援助協會. 2016-06  [2017-01-11]. （原始内容存档于2017-01-13）.
63. ↑  姚長進. . BitterWinter. 2019-03-04. （原始内容存档于2021-09-05）.
64. ↑  . 中央通訊社. 2019-12-23  [2021-09-03]. （原始内容存档于2022-03-08）.
65. ↑  . 蘋果日報. 2014-06-04  [2017-01-11]. （原始内容存档于2017-01-13）.
66. ↑  . 自由時報. 2014-06-04. （原始内容存档于2018-11-28）.
67. ↑  李怡. . 台灣《遠見》雜誌. 1991-07-15. （原始内容存档于2021-09-05）.
68. ↑  David Ownby, Falun Gong and the Future of China （页面存档备份，存于）, (Oxford University Press, 2008), ISBN 978-0-19-532905-6.
69. ↑  . 香港蘋果日報. 2015-01-23  [2017-01-11]. （原始内容存档于2016-08-06）.
70. ↑  . 美國國會. 2010-03-16  [2017-01-11]. （原始内容存档于2013-12-03）. ...Chinese authorities have devoted extensive time and resources over the past decade worldwide to distributing false propaganda...
71. ↑  . 立法院國會圖書館. 2004年6月  [2017-01-11]. （原始内容存档于2017-04-03）.
72. ↑  Spiegel, Mickey; Joseph Saunders, Sidney Jones, Malcolm Smart, Jim Ross.  (PDF). Human Rights Watch. 2002年1月  [17 March 2010]. （原始内容存档 (PDF)于2016-05-09） （英语）. 另連結、isbn：1-56432-270-X
73. ↑  BBC國際媒體觀察部. . BBC英國廣播公司. 2012-04-06  [2016-09-01]. （原始内容存档于2012-04-09）.
74. ↑  Benjamin Penny, "The Religion of Falun Gong," p 56. 『Falun Gong has hundreds of benefits for the Chinese people and China, and does not have one single bad effect.』
75. ↑  丹尼·謝克特Danny Schechter. . New York: Akashic Books/ 中文版 博大出版. 2000: 63~67.
76. ↑  Johnson, Ian. . New York, NY: Vintage. 2004: 251–252; 283–287  [2016-10-03]. ISBN 0375719199. （原始内容存档于2014-10-20）.
77. ↑  . 南華早報. 2001-06-19  [2016-10-03]. （原始内容存档于2017-04-01）.
78. ↑  LOUIS CHARBONNEAU. . REUTERS路透社. 2010-10-22  [2016-09-01]. （原始内容存档于2015-08-30） （英语）. "Small communities, such as.. Falun Gong and others are sometimes stigmatized as 'cults' and frequently meet with societal prejudices which may escalate into fully fledged conspiracy theories," Heiner Bielefeldt told the U.N. General Assembly's human rights committee.
79. ↑  Sarah Cook(自由之家資深專家).  (PDF). 美國國會及行政當局中國委員會(CECC). 2012-12-20  [2017-01-11]. （原始内容存档 (PDF)于2016-12-29）.
80. ↑  . Amnesty International國際特赦組織. 2000-03-23  [17 March 2010]. （原始内容存档于2003-07-11）.
81. ↑  . gongbao.court.gov.cn.   [2025-08-10].
82. ↑  . 中华人民共和国公安部.   [2013-01-21]. （原始内容存档于2013-04-24）.
83. ↑  . BBC. 2014-06-03.
84. ↑  . 蘋果日報. 2014-06-03  [2017-01-11]. （原始内容存档于2017-01-13）.
85. ↑  .   [2013-01-21]. （原始内容存档于2013-01-22）.
86. ↑  Kilgannon, Corey. . 纽约时报中文网. 2016-06-30  [2024-04-16]. （原始内容存档于2023-10-12） （zh-cmn-hans）.
87. ↑  . www.neac.gov.cn.   [2025-08-19].
88. ↑  Nations, United. . United Nations.   [2025-08-19] （中文（简体））.
89. ↑  . OHCHR.   [2025-08-19] （英语）.
90. ↑  . www.npc.gov.cn.   [2025-08-19].